# Улица Ивана Фомина
Улица Ива́на Фомина́ — улица в Выборгском районе Санкт-Петербурга. Проходит от Поэтического до Сиреневого бульвара в жилом районе Шувалово-Озерки.

## История

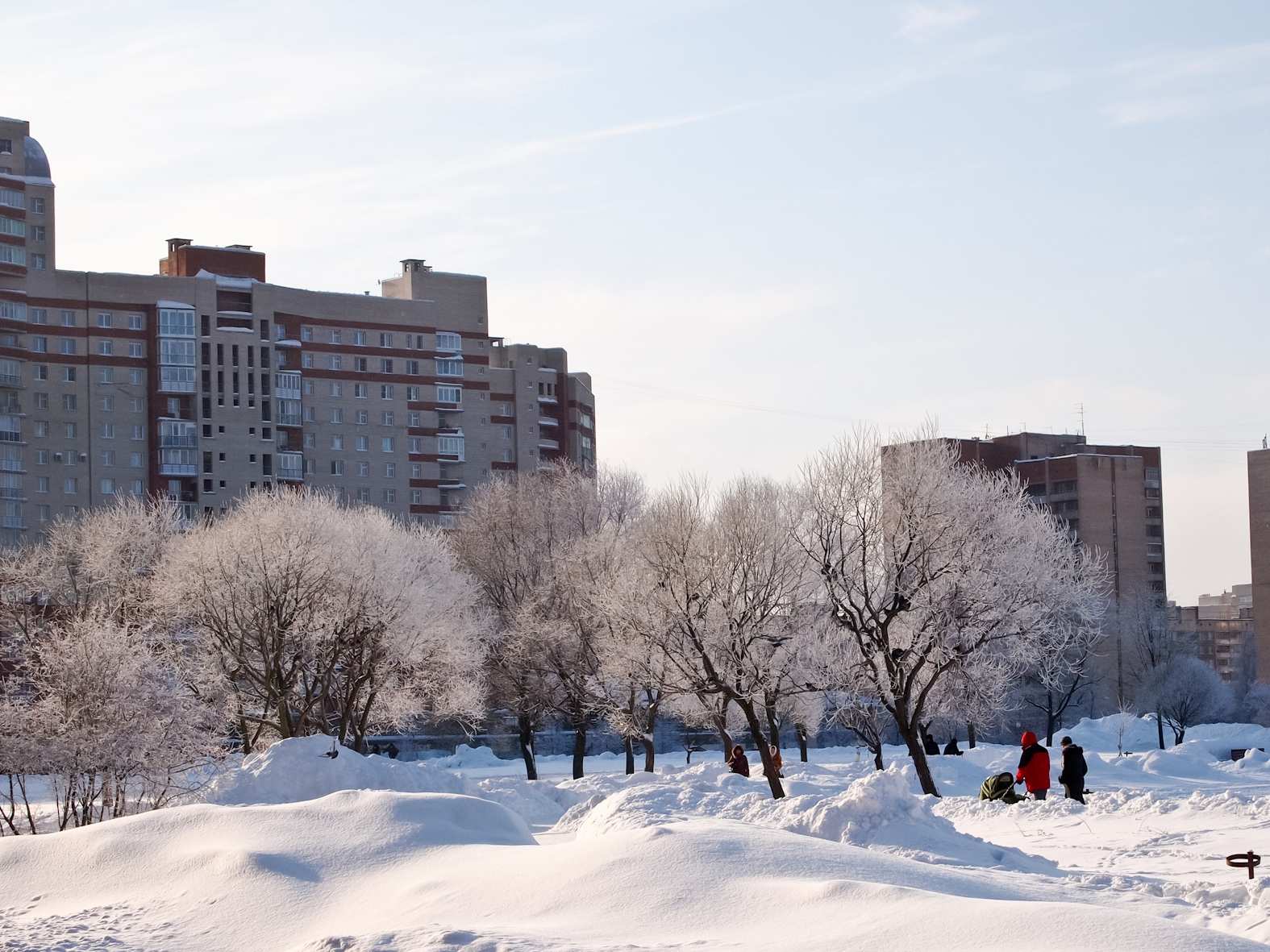
Сад Ивана Фомина

Названа 15 июля 1974 года в честь русского архитектора Ивана Фомина.

## Пересекает или граничит со следующими улицами
- Поэтический бульвар
- проспект Просвещения
- Сиреневый бульвар

## Достопримечательности
- Сад Ивана Фомина

## Транспорт
Ближайшая станция метро — «Проспект Просвещения».